# Calligra Words
Calligra Words是一个开放源代码的文字处理软件，它是Calligra Suite的一个组件，由KDE开发。

## 简介
当开发Calligra Suite的时候，和其他组件不一样的是，Words不是KOffice组件KWord的一个延续。Words的大部分功能部件已经从头重写了，2011年五月一个全新的引擎诞生。它的第一版在Calligra 2.4中发布。
Calligra Words使用odf作为默认格式。在Kubuntu 12.04中他代替LibreOffice Writer成为默认文字处理软件。

## 公式编辑器
在Calligra Words中公式编辑功能由Formula插件提供。这是一个使用所見即所得界面的公式编辑器。